# Lithocarpus celebicus
Lithocarpus celebicus là một loài thực vật có hoa trong họ Cử. Loài này được (Miq.) Rehder mô tả khoa học đầu tiên năm 1919.